# Viper (rapper)
Viper, nome artístico de Lee Carter (El Dorado, 7 de outubro de 1977), é um rapper, produtor e corretor de imóveis estadounidense baseado em Houston, no Texas. Apesar de ter começado a sua carreira em meados dos anos 90, o rapper só alcançou o sucesso na internet, na ocasião do lançamento de sua mixtape "You'll Cowards Don't Even Smoke Crack", em 2008. Extremamente prolífico, Viper já lançou mais de 700 mixtapes.

## Biografia

### Vida pessoal
Viper nasceu em El Dorado, Arkansas, filho de um pastor e uma diretora de escola. Aos seis anos de idade, saiu de sua cidade natal e se mudou para Houston, onde sua família se estabeleceu em uma área de classe média conhecida como Hiram Clarke, onde há um amplo fluxo de consumo e venda de drogas. Nesta época, ele começou a aprender a tocar piano, e foi pianista e organista da banda da igreja de seu pai até os 17 anos de idade.
Ele se formou em negócios pela Universidade de Houston em 2000, e começou a trabalhar como corretor de imóveis, profissão que pratica até hoje. Viper se tornou membro da gangue 5-9 Piru (Five Nine Boys), associada aos Bloods, por meio da qual engajou em atividades criminosas, especialmente o tráfico de drogas, e que são relatadas abertamente em suas músicas. Viper também é fundador do site de locação de imóveis FreeMovers.com.

### Carreira artística
Apesar de já ser pianista desde muito jovem, Viper começou a sua carreira no rap em meados dos anos 90, em seu primeiro ano na Universidade de Houston. Em 1998, participou do filme Fifth Ward, que retratava a área que habitava em Houston. Ainda que já estivesse envolvido com a cena do rap local há alguns anos,  suas mixtapes começaram a ser produzidas em 2006. Em 2008, lançou seu trabalho mais célebre, "You'll Cowards Don't Even Smoke Crack", que rapidamente se tornou um clássico cult. Viper também é dono de uma gravadora independente, pela qual lança suas mixtapes, de nome RhymeThyme Records.

### Acusações de cárcere privado e prisão
Em 7 de abril de 2023, um policial se dirigiu à casa de Viper após receber uma denúncia de que uma mulher estaria ali detida contra sua vontade, encontrando-a sob cárcere privado na garagem do rapper. A mulher relatou ter sido mantida no local por cerca de cinco anos e que Carter teria sequestrado-a enquanto ela pedia esmola. A vítima também alegou que Carter a agrediu física e sexualmente, forçando-a a consumir narcóticos enquanto esteve mantida em cativeiro.  A mulher chegou a escapar várias vezes, mas a polícia a devolveu a Carter depois de levá-la ao hospital nessas ocasiões.
Em 4 de janeiro de 2024, Viper foi preso e acusado de sequestro e cárcere privado. O rapper foi libertado em 8 de janeiro sob fiança de US$ 100.000, com uma primeira audiência marcada para 13 de fevereiro. Sua fiança foi revogada em 25 de janeiro, após ter violado ordens judiciais ao contatar repetidamente a mulher . Em 8 de janeiro de 2024, a polícia disse que o cadáver de outra mulher foi encontrado na residência de Carter em julho de 2023. No entanto, eles não acreditam que esteja relacionado ao sequestro, sendo que, neste caso, a mulher teria falecido por falência renal.

## Estilo e produção musical
De acordo com o rapper, suas músicas são produzidas pelo programa FruityLoops, baseado no uso de um teclado MIDI. A maior parte delas utiliza chopped and screwed, uma técnica de remix desenvolvida por DJ Screw, amigo de Viper, em Houston durante o começo dos anos 90 - muitos dos álbuns de Viper são versões chopped and screwed de álbuns anteriores. A produção mínima, o uso de auto-tune e os sons básicos oriundos do midi são bastante característicos da sonoridade de suas músicas, dando-lhes  uma qualidade etérea que se assemelha ao cloud rap e se aproxima do vaporwave. Todas as letras são compostas por ele, que também toca todos os instrumentos e faz todo o processo de produção de suas mixtapes. A maior parte de suas composições, assim como os nomes dos álbuns, trata explicitamente de temas como violência, tráfico, basquete e consumo de drogas e sexo.
Alguns críticos descrevem o estilo de sua obra como outsider music, uma espécie musical da arte bruta ou naïf.
Viper já lançou mais de 900 álbuns, muitos deles sendo compostos de versões retrabalhadas e re-estilizadas de canções já lançadas anteriormente. As capas são fiéis à estética faça-você-mesmo também presente em suas músicas, sendo em sua maioria baseadas em auto-retratos do rapper, imagens retiradas da internet e cliparts, sobrepostas pelo nome do artista e o nome do álbum em textos simples.

## Discografia parcial
- 2 Burn a Police Alive (2015) [21]
- 2 Decapitate a Cop (2015)[22]
- A Loyal Illuminati Memba (2014)[23]
- Addiction (2014)[24]
- Ahead of All Tyme (2015)[25]
- All Dogs Go to Heaven (2013)[26]
- Atomic Bombs and Mutually Assured Destruction is Fucking Stupid II (2014)[27]
- Blessed by My Patience (2015)[28]
- Cocaine Snorta(2013)[29]
- Cop Killa (2014)[30]
- Cops Can't Read (2014)[31]
- Crack Deala(2010) [32]
- Death Before Dishonor (2013)[33]
- Dreams in the Penitentary (2008)[34]
- End Ur Life Dummy (2013)[35]
- Fuck Tha World It Ain't Real I Bend Tha Spoon Wit My Mind 2 (2014)[36]
- God's Favorite Human Being (2014)[37]
- Google "Rapper Viper" (2013)[38]
- Human Cryostasis - Gangsters Don't Die (2013)[39]
- I Am Superior 2 U (2014)[40]
- I'm Alot Smarter Than U (2013)[41]
- I'm Better Than U
- I'm Gonna Kill Them Pussy Niggas That Killed 2Pac (2013)[42]
- I'm Talkin' 'Bout Makin' The Bed Rock Like a Flintstone
- It'd Be Heaven on Earth If Cops Were Drafted & Not Hired (2014)[43]
- It's All Because of U ;-(
- Ketamine n Rimjobs
- Kill Urself Boy (2014)[44]
- Kill Urself My Man
- Kill Urself Nigga
- Kill Urself U Fool (2014)[45]
- Life is Good
- Loved by All, Hated by None
- Money, Meth & Murda
- My Soul Be Sold 2 Tha Devil
- Prayin' 2 Throw Acid on a Cop's Face
- Ready and Willing Futuristic Space Age Remix Album (2008)[46]
- REAL ESTATE MONEY
- Shet Up U Stupid Idiot
- Still Sellin' Crack
- The Greatest Thing Eva Made By God
- They Pen Ain't Mightia Than My Pistol
- U Are Below Me
- U Are Trash
- U BROKE
- U Went To County Jail Not The Penitentiary Pussy Nigga
- What the Fuck is a Recession? (2013)[47]
- Why Tha Fuck Is Tibet Still Ain't Free???" (2014)[48]
- Yo Cutie Pie Keepin' Me In Her (2014)[49]
- Yo Wife Fucked Me And Fell In Luv
- You'll Cowards Don't Even Smoke Crack (2008)[50]